# Reial Observatori d'Edimburg

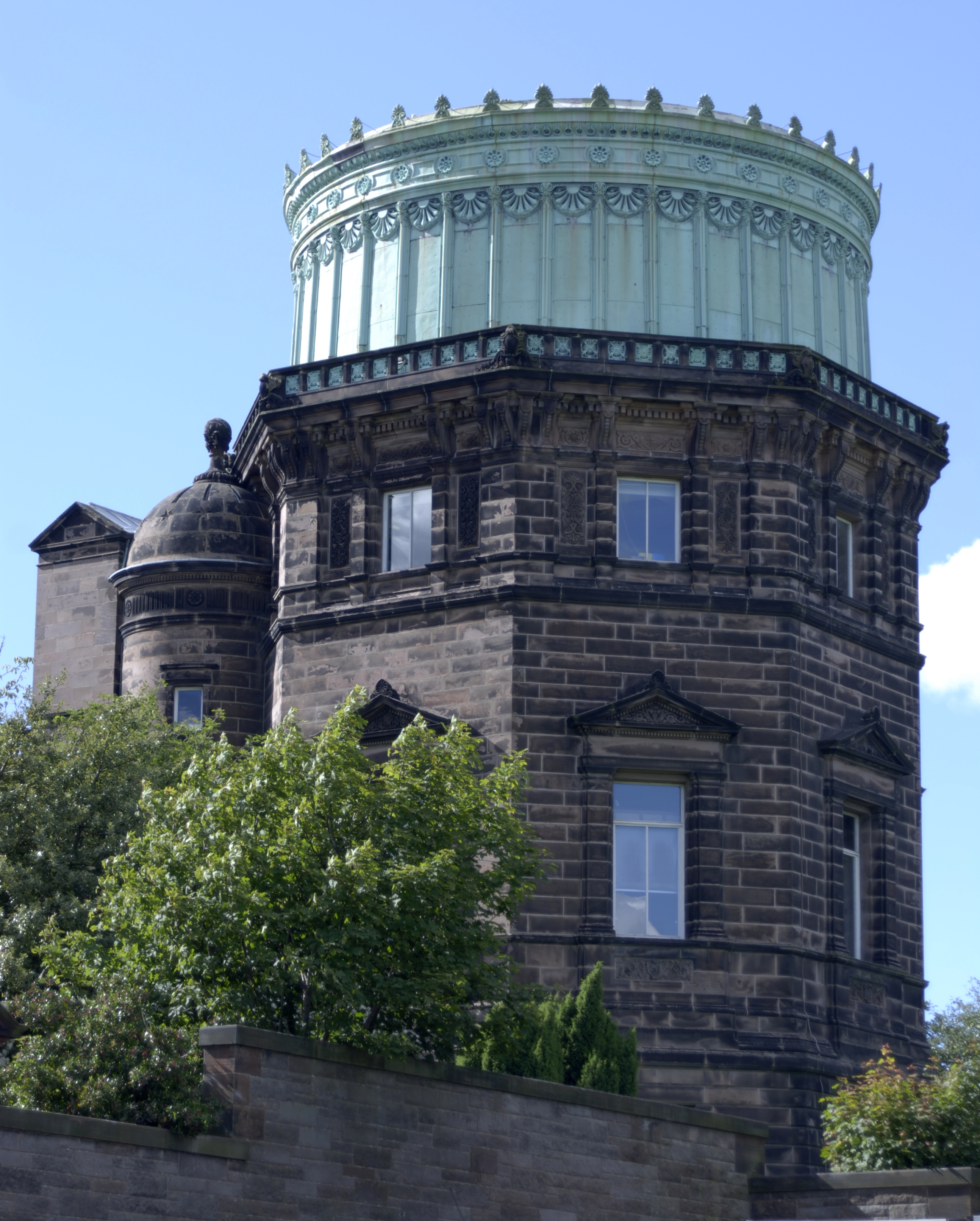
Torre de l'observatori

El Reial Observatori d'Edimburg o Royal Observatory Edinburgh (anglès) és una institució astronòmica ubicada a Blackford Hill a Edimburg, Escòcia. L'Observatori porta a terme la investigació astronòmica i l'ensenyament universitari, el disseny, gestió de projectes i construcció d'instruments i telescopis per observatoris astronòmics, i la formació de docents en l'astronomia i la divulgació al públic. La seva Biblioteca inclou la col·lecció Crawford de llibres i manuscrits del 1888. Abans de traslladar-se al lloc actual el 1896, el Reial Observatori es trobava a Calton Hill, a prop del centre d'Edimburg, en el que ara és conegut com l'Observatori de la ciutat.

## Història

### Calton Hill
El 1785 la Universitat d'Edimburg i per decret reial de Jordi III va crear la Càtedra Regius d'Astronomia i va nomenar a Robert Blair com el primer Regius Professor d'Astronomia. Després de la seva mort, el 1828, el càrrec va romandre vacant fins al 1834. El 1811, un grup de ciutadans a nivell individual van fundar la Institució Astronòmica d'Edimburg amb John Playfair, professor de filosofia natural, com a president. La Institució va adquirir terrenys a Calton Hill per construir un observatori, que va ser dissenyat pel nebot de John Playfair, William Henry Playfair. Actualment, es manté el nom de Edifici Playfair de l'Observatori de la Ciutat.
Durant la seva visita a Edimburg el 1822, Jordi IV va atorgar a l'observatori el títol de '"Observatori Reial del Rei Jordi IV". L'any 1834, amb finançament del Govern, es va acabar la instrumentació de l'observatori. Això va facilitar el camí per unir l'observatori amb la càtedra Regius, i Thomas Henderson va ser nomenat primer astrònom reial d'Escòcia i segon professor d'astronomia Regius. Els instruments principals del nou observatori eren un telescopi de trànsit de 6,4 polzades (16 cm) i un cercle azimut de 3,5 polzades (9 cm).
El 1852 Charles Piazzi Smyth, segon astrònom reial d'Escòcia, va tenir la idea de construir observatoris astronòmics a les muntanyes altes on hi sol fer bon temps. Uns anys més tard va viatjar a Tenerife per fer proves del lloc. No en va aconseguir res fins uns 100 anys més tard, quan aquest mode d'operació es va convertir en una pràctica habitual arreu del món. El 1858 es va establir un senyal horari controlat per el trànsit d'estrelles que permet mantenir la precisió del rellotge de l'observatori. El rellotge es va fer servir per a controlar la caiguda d'una esfera de senyals horaries al Monument de Nelson. Això és visible des del port de Leith, proporcionant així una hora precisa per a la sortida dels vaixells.
La falta de finançament crònica per part del govern finalment va provocar la dimissió de Smyth el 1888. En aquell moment el govern tenia la intenció de tancar l'Observatori Reial i abolir el càrrec d'Astrònom Reial d'Escòcia.

### Blackford Hill
Quan el Comte de Crawford es va assabentar dels plans per tancar l'Observatori Reial, es va oferir a donar els instruments del seu propi observatori de Dunecht i la seva biblioteca astronòmica, única en tota la nació, amb la condició que el govern construïs i mantingués un nou Observatori Reial per substituir el de Calton Hill. Ralph Copeland va ser nomenat tercer Astrònom Reial d'Escòcia i va supervisar el trasllat dels dos observatoris de Dunecht i Calton Hill a Blackford Hill. El nou lloc es va inaugurar l'abril de 1896.
Els instruments que s'havien de traslladar a les cúpules eren un refractor de 15 polzades (38 cm) (Cúpula Est) i un reflector de 24 polzades (0,6 m) (Cúpula Oest). Un cercle meridià de 8,5 polzades (22 cm) es va allotjar en un edifici separat més a l'oest. A les dècades de 1910 i 1920 la investigació el Reial Observatori d'Edimburg va donar lloc a rellotges de pèndol més precisos, que van ser utilizats fins que van donar pas als rellotges de quars als anys seixanta.
El 21 de maig de 1913, a la 01:00 de la matinada, va explotar una bomba col·locada per sufragistes. No hi havia ningú a l'interior de l'edifici, però va causar danys als sòls i parets de pedra.
Durant la primera meitat del segle xx, el Reial Observatori d'Edimburg (ROE) va perseguir els nous camps de l'enregistrament fotogràfic i fotoelèctric de posicions, brillantor i espectres estel·lars. A partir de la dècada de 1950, el ROE s'ha concentrat encara més en la instrumentació i l'automatització. El 1965, el Reial Observatori d'Edimburg va passar de la responsabilitat de l'Oficina Escocesa al nou Science Research Council (SRC), que el 1981 es va convertir en el Science and Engineering Research Council (SERC)